# Air Member for Personnel (Australie)
Ne pas confondre avec l'équivalent britannique Air Member for Personnel.
[source insuffisante]
L'Air Member for Personnel ( AMP ) est l'officier supérieur de la Royal Australian Air Force qui est responsable de la gestion des ressources humaines.

## Liste des Air Members for Personnel
- Group Captain Stanley Goble (1928-1932) [1]
- Group Captain William Anderson (1933-1934)
- Air Commodore Stanley Goble (1934) [1]
- Air Commodore Hazelton Nicholl (RAF) (1935-1937) [2]
- Air Vice-Marshal Stanley Goble (1937-1939) [1]
- Air Commodore John Russell (RAF) (1939-1940) [3]
- Air Commodore William Anderson (1940)
- Air Commodore, puis Air Vice-Marshal, Henry Wrigley (1940-1942)
- Air Commodore Frank Lukis (1942-1943)
- Air Vice-Marshal William Anderson (1943-1944)
- Air Vice-Marshal Adrian Cole (1944-1945)
- Air Commodore Joe Hewitt (1945-1948)
- Air Vice-Marshal Frank Bladin (1948-1953)
- Air Vice-Marshal Valston Hancock (1953-1955)
- Air Vice-Marshal William Hely (1955 - par intérim)
- Air Vice-Marshal Frederick Scherger (1955-1957)
- Air Vice-Marshal Allan Walters (1957-1959)
- Air Vice-Marshal William Hely (1960-1966)
- Air Vice-Marshal Douglas Candy (1966-1969)
- Air Vice-Marshal Brian Eaton (1969-1973)
- Air Vice-Marshal John Jordan (1975-1976)

## Liste des Chiefs of Air Force Personnel
- Air Vice-Marshal John Jordan (1976)
- Air Vice-Marshal Ian Parker (1976-1979)
- Air Vice-Marshal Harold Parker (1979-1981)
- Air Vice-Marshal Raymond Trebilco (1981-1982)
- Air Vice-Marshal Edward Radford (1983-1985)